# Ilsa
Ilsa est un prénom féminin. (Il se prononce Ilssa). C'est une des abréviations de provrenance germanique du prénom Elizabeth, qui est lui-même  d'origine hébraïque. Une autre variante du prénom féminin est "Ilse".  Il a pour référence  le prénom hébraïque "Elisheba" (ou "Elicheva"). dont la signification est " Dieu est plénitude". Ce prénom peut être rapproché d'autres prénoms féminins ou diminutifs comme: Elisa, Elisabeth, Elise, Elissa, Elizabeth, Else, Elsi, Elsy, Erzsebet, Leslie, Lilith, Lisbeth, Lisy, Liziane, Lizzie, Sissi...

## Personnes et personnages
- Ilsa Lund, est le nom du personnage joué par  Ingrid Bergman dans le  film Casablanca. Ce "film culte" réalisé en 1942  par Michael Curtiz a pour  têtes d'affiche Humphrey Bogart et Ingrid Bergman. L'action se déroule pendant la Seconde Guerre mondiale dans la ville marocaine de Casablanca, alors contrôlée par le gouvernement de Vichy. Son  sujet principal  porte sur le conflit de Rick Blaine (Humphrey Bogart) entre l'amour et la vertu : il doit choisir entre ses sentiments pour Ilsa Lund (Ingrid Bergman) et son besoin de faire ce qui est juste pour aider le mari de celle-ci, le héros de la Résistance, Victor Laszlo (Paul Henreid), qui doit fuir Casablanca pour continuer son combat contre les nazis.
- "Ilsa" est le titre d'un roman (1946) de l'écrivain américain Madeleine L'Engle (1918-2007).
- Ilsa J. Bick, est le nom d'une femme écrivain américaine.
- ilsa est l'un des  multiples pseudonymes de la femme écrivain suédoise Uschi DIgard.
- Ilsa Konrads (née en 1944), est une championne  australienne de natation.
- Ilsa Reinhardt (1911–2010), est le nom d'une femme politique allemande.
- Ilsa Gold est le nom d'un groupe de musique "techno" autrichien. Le duo est composé de Christopher Just (né en 1968 à Vienne-Penzig) et de Peter Votava (DJ Pure) Il s'est fait connaître dans les années  1993 - 1996. Il a pris par la suite le nom , "The sons of Ilsa", "Les fils d'Ilsa".
- Ilsa, est le nom d'un personnage récurrent dans la série télévisée américaine (soap opera) de  2007, ' Les jours de notre vie ",  Days of our Lives.
- "Ilsa Shickelgrubermeiger-Von Helsinger Keppelugerhoffer" et un personnage de The Suite Life of Zack & Cody, "La Vie de palace de Zack et Cody"série télévisée - sitcom américaine créée par Danny Kallis et Jim Geoghan et diffusée du 18 mars 2005 au 1er septembre 2008 sur Disney Channel. Depuis septembre 2008, elle est diffusée sur Disney XD. Au Québec, elle est diffusée depuis le 27 août 2007 sur VRAK.TV. Et en Belgique, elle est diffusée sur Disney Channel et de temps en temps sur Club Rtl. En France, la série est également diffusée sur Disney XD et elle a été diffusée sur France 3.
- Ilsa, est le nom d'un personnage récurrent d'une série de films érotiques des années 70 (voir notamment le film le plus connu : Ilsa, la louve des SS).
- "Ilsa" est le nom d'une série télévisée populaire brésilienne (telenova)  des années 1960.
- Ilsa Faust est le nom du personnage joué par Rebecca Ferguson (actrice) dans la franchise de films Mission Impossible.

## Acronymes
- "ILSA" est l'acronyme anglophone du traité de sanctions contre l'Iran, la Libye et la Syrie promu en 1996 par le Congrès américain. Iran–Libya Sanctions Act.
- "ILSA" est l'acronyme de International Law Students Association (association internationale des étudiants en droit) qui est l'organisateur de la "Philip C. Jessup International Law Moot Court Competition". Voir ainsi The European Law Students' Association, ELSA, association européenne correspondante.
- Intermodalidad de Levante SA (Ilsa), filiale ferroviaire de la compagnie aérienne Air Nostrum.